# Taft (Eastern Samar)
Taft è una municipalità di quarta classe delle Filippine, situata nella Provincia di Eastern Samar, nella Regione del Visayas Orientale.
Taft è formata da 24 baranggay:
- Batiawan
- Beto
- Binaloan
- Bongdo
- Dacul
- Danao
- Del Remedios
- Gayam
- Lomatud (Burak)
- Mabuhay
- Malinao
- Mantang

- Nato
- Pangabutan
- Poblacion Barangay 1
- Poblacion Barangay 2
- Poblacion Barangay 3
- Poblacion Barangay 4
- Poblacion Barangay 5
- Poblacion Barangay 6
- Polangi
- San Luis
- San Pablo
- San Rafael